# Perú.21
Perú.21 este un ziar peruan cu sediul în Lima, capitala Peru.

## Context
Perú.21 a fost fondat în 2002 de economistul Augusto Álvarez Rodrich și a devenit rapid unul dintre ziarele cele mai importante din Peru, cunoscut pentru caricaturi provocatoare și publicarea de desene animate.

## Controversă
În 2012, site-ul oficial al Perú.21 a fost blocat pentru scurt timp de guvernul statului Peru după ce a publicat un articol care critica gestionarea bugetului guvernului.
Câteva luni mai târziu, un fost jurnalist care lucrase anterior pentru Perú.21 a fost arestat și închis pentru spargerea conturilor de e-mail ale unor oficiali guvernamentali.